# Eudema
Eudema es un género de plantas fanerógamas de la familia Brassicaceae. Comprende 21 especies descritas y de estas, solo 7 aceptadas.

## Taxonomía
El género fue descrito por Humb. & Bonpl. y publicado en Plantae Aequinoctiales 2: 133. 1813.

## Especies aceptadas
A continuación se brinda un listado de las especies del género Eudema aceptadas hasta julio de 2014, ordenadas alfabéticamente. Para cada una se indica el nombre binomial seguido del autor, abreviado según las convenciones y usos.	
- Eudema colombiana Al-Shehbaz ex Luteyn
- Eudema friesii O.E.Schulz
- Eudema hauthalii Gilg & Muschl.
- Eudema incurva Al-Shehbaz
- Eudema nubigena Humb. & Bonpl.
- Eudema rupestris Humb. & Bonpl.
- Eudema werdermannii O.E.Schulz